# Österreichische Unwetterzentrale
Die Österreichische Unwetterzentrale mit Sitz in Wien wird vom privaten Wetterdienst UBIMET betrieben. UBIMET ist der größte private Wetterdienst in Österreich. In Kooperation mit führenden Versicherern in Österreich versorgt die Unwetterzentrale Privatpersonen, Einsatzkräfte und Gemeinden rund um die Uhr mit frühzeitigen Unwetterwarnungen für ihren Postleitzahlenbereich. Die angemeldeten Abonnenten werden bei drohendem Hagel, intensiven Starkregen, Stürmen, ergiebigen Neuschnee und gefrierenden Regen per SMS, E-Mail, Telefax oder auch App gewarnt.

## Geschichte
Das Unternehmen wurde im September 2004 unter dem Namen meteomedia gmbh als Tochter der Meteomedia Gruppe in Wien durch den privaten Wetterdienst UBIMET (damals noch meteomedia gmbh) gegründet. Erklärtes Ziel der Unternehmensgründer war es, die Wettervorhersagen in Österreich deutlich zu verbessern und das faktisch damals vorhandene Oligopol der staatlichen Wetterdienste (ZAMG, Austro Control) aufzubrechen.
Schon ein Jahr nach der Gründung konnten wichtige Kunden wie die Presse, die ÖBB oder die UNIQA Versicherung gewonnen werden, sowie ein eigenes Vorhersagezentrum für Extremwetterereignisse – die Österreichische Unwetterzentrale – aufgebaut werden. Mittlerweile versorgt die Unwetterzentrale über Kooperationen mit verschiedenen Versicherungen mehr als 300.000 Kunden in Österreich (Stand: Feb. 2010) mit Unwetterwarnungen. Der große Erfolg in Österreich ermöglichte dem Betreiber, ab Jänner 2009 diesen Service auch in mehreren Ländern in Ost- und Südosteuropa anzubieten.
Im Dezember 2008 wurden die Anteile der Meteomedia-Gruppe von den Unternehmensgründern zurückgekauft. Mit dem Rückkauf der Anteile wurde der Name von meteomedia gmbh in UBIMET GmbH geändert, wobei UBIMET für “Institut für UBIquitäre (allgegenwärtige) METeorologie” steht. Hauptsitz von UBIMET ist Wien.
Neben dem österreichischen Markt bedient UBIMET auch Kunden in Osteuropa. Die Firma bietet Wettervorhersagen in traditionellen Medien (Zeitungen, Rundfunk), im Internet und als drahtlose Datendienste auf Mobiltelefonen an. Zu letzterem gehören Unwetterwarnungen in insgesamt sieben Sprachen. Die größten Kundengruppen sind der Infrastrukturbereich, Behörden und der Versicherungssektor.
Seit 2012 ist der Red-Bull-Konzern mit 50 % am Unternehmen beteiligt.
Neben der Unwetterzentrale in Österreich betreibt UBIMET noch Unwetterzentralen in Deutschland (Deutsches Unwetterradar – uwr.de), Polen (burzoweinfo.pl), Tschechien (metva.cz), Ungarn (viharcentrum.hu) und Rumänien (meteoalert.ro).

## Technik
Die Unwetterzentrale ist rund um die Uhr durch mehrere speziell geschulte Meteorologen besetzt. Jede Unwetterwarnung wird von den Meteorologen persönlich ausgegeben, es gibt keine automatisierten Unwetterwarnungen. Den Meteorologen stehen für ihre Arbeit globale und hochaufgelöste lokale numerische Modelle, Satelliten- und Radarbilder, Radiosondierungen, Stationsmessungen des staatlichen Wetterdienstes sowie privater Wetterdienste zur Verfügung.
Die Warnungen werden Postleitzahlengenau je nach Ereignis bis zu 12 Stunden im Voraus per SMS, E-Mail oder Fax an die Abonnenten geschickt. Um die Warnung mehrerer zehntausend Abonnenten gleichzeitig zu ermöglichen, wurde das „individualisierte, nowcastingbasierte Katastrophen- und Unwetterwarnsystem“ (INDUS) entwickelt. Die Sprachunabhängigkeit dieser Technologie ermöglicht außerdem, die Unwetterwarnungen auch in anderen Ländern anzubieten. Kunden können unabhängig vom Land und Wohnort auswählen, in welcher Sprache sie die Warnungen erhalten möchten.
Im Internetportal der Unwetterzentrale können sich Interessenten rund um die Uhr über die aktuelle Wetter- bzw. Unwetterentwicklung der nächsten Tage informieren. Im Jahr 2013 erreichte die Webpräsenz der Unwetterzentrale mehr als 9 Mio. Besucher.

## Warnstufen
Je nach Intensität des zu erwartenden Unwetters gibt es 4 verschiedene Warnstufen. Die niedrigste Warnstufe in der Farbe Gelb wird dann ausgegeben, wenn ein Unwetter in den nächsten 24 bis 36 Stunden möglich, aber noch nicht abgesichert ist. Kündigt sich ein Unwetter in unmittelbarer Zukunft (1 bis 12 Stunden) an, erfolgt die Ausgabe der Akutwarnung in der entsprechenden Farbe Orange, Rot oder Violett. Bei Akutwarnungen der stärksten Intensitäten Rot und Violett kommt es nicht selten zu Behinderungen bzw. Beeinträchtigungen im öffentlichen Leben (Bahn-, Straßen-, Flugverkehr etc.).